# Pallacanestro Olimpia Milano
Pallacanestro Olimpia Milano is een professionele basketbalclub uit Milaan, Italië die uitkomt in de Lega Basket Serie A De club werd opgericht in 1936 door de zakenman Adolfo Bogoncelli uit Milaan.

## Geschiedenis
In de jaren 60 en 70 vochten drie teams om de titel sterkste team van Europa. Dat waren Olimpia Milano, Ignis Varese en Real Madrid. Pallacanestro Varese en Olimpia Milano waren elkaars aartsvijanden omdat de steden maar 40km uit elkaar liggen. Milano kon vele titels achter haar naam schrijven en was vaak kampioen van Italië maar in de EuroLeague ging dat veel moeilijker.
Begin jaren 70 werd het team steeds iets minder maar won nog wel de Cup Winners' Cup. Eind jaren 70 kwamen er meer goede spelers naar Milano zoals de Boselli tweeling Franco and Dino), Mike Silvester en Mike D'Antoni. De Amerikaanse coach Dan Peterson en een nieuwe sponsor zorgde voor sterke ploeg. In 1980 werd de club verkocht aan de Gabetti familie. De Italiaanse superster Dino Meneghin ging in 1981 voor Milano spelen en meerdere spelers volgde zijn voorbeeld zoals Bob McAdoo, Joe Barry Carroll, Russ Schoene, Antoine Carr en Mike Brown.
In de jaren 80 plaatste Milano zich negen keer voor de kampioenschap finales en ze wonnen er vijf. In 1987 en 1988 wonnen ze twee keer de EuroLeague door in allebei de finales Maccabi Tel Aviv uit Israël te verslaan. Ook wonnen ze in 1987 de Italiaanse beker en de Intercontinental Cup.
Met de nieuwe point guard Aleksandar Đorđević won het team de Korać Cup in 1993. In 1996 won het team de Italiaanse beker en zijn vijfentwintigste landskampioenschap.
Tussen 1998 en 2004 zijn er vele wisselingen geweest in de leiding van de club. Warren Kidd, Hugo Sconochini, Claudio Coldebella en Petar Naumoski hadden de leiding. In 2004 werd de club gekocht door een groep mensen waaronder Adriano Galliani (Manager Directeur AC Milan), Massimo Moratti (President van Internazionale), NBA-speler Kobe Bryant, en stylist Giorgio Armani.

## Erelijst
- Landskampioen Italië: 31
  - Winnaar: 1936, 1937, 1938, 1939, 1950, 1951, 1952, 1953, 1954, 1957, 1958, 1959, 1960, 1962, 1963, 1965, 1966, 1967, 1972, 1982, 1985, 1986, 1987, 1989, 1996, 2014, 2016, 2018, 2022, 2023, 2024
  - Tweede: 1934, 1941, 1956, 1964, 1969, 1970, 1971, 1973, 1974, 1979, 1983, 1984, 1988, 1991, 2005, 2009, 2010, 2012, 2021

- Bekerwinnaar Italië: 8
  - Winnaar: 1972, 1986, 1987, 1996, 2016, 2017, 2021, 2022
  - Runner-up: 1970, 2015, 2024, 2025

- Supercupwinnaar Italië: 5
  - Winnaar: 2016, 2017, 2018, 2020, 2024
  - Runner-up: 1996, 2014, 2015, 2021

- EuroLeague: 3
  - Winnaar: 1966, 1987, 1988
  - Runner-up: 1967, 1983

- Saporta Cup: 3
  - Winnaar: 1971, 1972, 1976
  - Runner-up: 1984, 1998

- Korać Cup: 2
  - Winnaar: 1985, 1993
  - Runner-up: 1995, 1996

- Intercontinental Cup: 1
  - Winnaar: 1987

- Triple Crown: 1
  - Winnaar: 1987

## Bekende (oud)-spelers
- - Mike D'Antoni
- Dino Meneghin
- Roberto Premier
- Bob McAdoo
- Piero Montecchi
- Davide Pessina
- Antonello Riva
- Cesare Rubini
- Aleksandar Đorđević
- Žan Tabak
- Dejan Bodiroga
- Warren Kidd
- Flavio Portaluppi

## Bekende (oud)-coaches
- - Mike D'Antoni
- Bogdan Tanjević
- Ettore Messina

## Sponsor namen
- 1936-1955: Borletti Milano
- 1955-1973: Simmenthal Milano
- 1973-1975: Innocenti Milano
- 1975-1978: Cinzano Milano
- 1978-1983: Billy Milano
- 1983-1986: Simac Milano
- 1986-1988: Tracer Milano
- 1988-1993: Philips Milano
- 1993-1994: Recoaro Milano
- 1994-1998: Stefanel Milano
- 1998-1999: Sony Milano
- 1999-2002: Adecco Milano
- 2002-2003: Pippo Milano
- 2003-2004: Breil Milano
- 2004-2011: Armani Jeans Milano
- 2011-2018: EA7-Emporio Armani Milano
- 2018-2022: A|X Armani Exchange Milano
- 2022-heden: EA7-Emporio Armani Milano